# Jón frá Pálmholti
Jón frá Pálmholti (* 25. Mai 1930 als Jón Kjartansson auf dem Hof Pálmholt in der damaligen Gemeinde Arnarnes, heute Hörgársveit, Island; † 13. Dezember 2004) war ein isländischer Schriftsteller.

## Leben
Er wurde als Kind einer Bauernfamilie auf dem elterlichen Hof am Eyjafjörður in Nordisland als Jón Kjartansson geboren. In der Internatsschule Laugar erwarb er die mittlere Reife. Die anschließende Ausbildung am Lehrerseminar in Reykjavík brach er ab. Danach war er in verschiedenen Berufen tätig.
Nach dem Namen des elterlichen Hofs nannte er sich Jón frá Pálmholti. Er veröffentlichte mehrere Bände mit Gedichten, verfasste Erzählungen und betätigte sich als Romanautor. 1962 und 1963 gehörte Jón dem Vorstand des Isländischen Schriftstellerverbands an. Von 1970 bis 1988 war er auch Vorstandsmitglied des isländischen neuheidnischen Verbands Ásatrúarfélagið.